# Galleria Vittorio Emanuele III

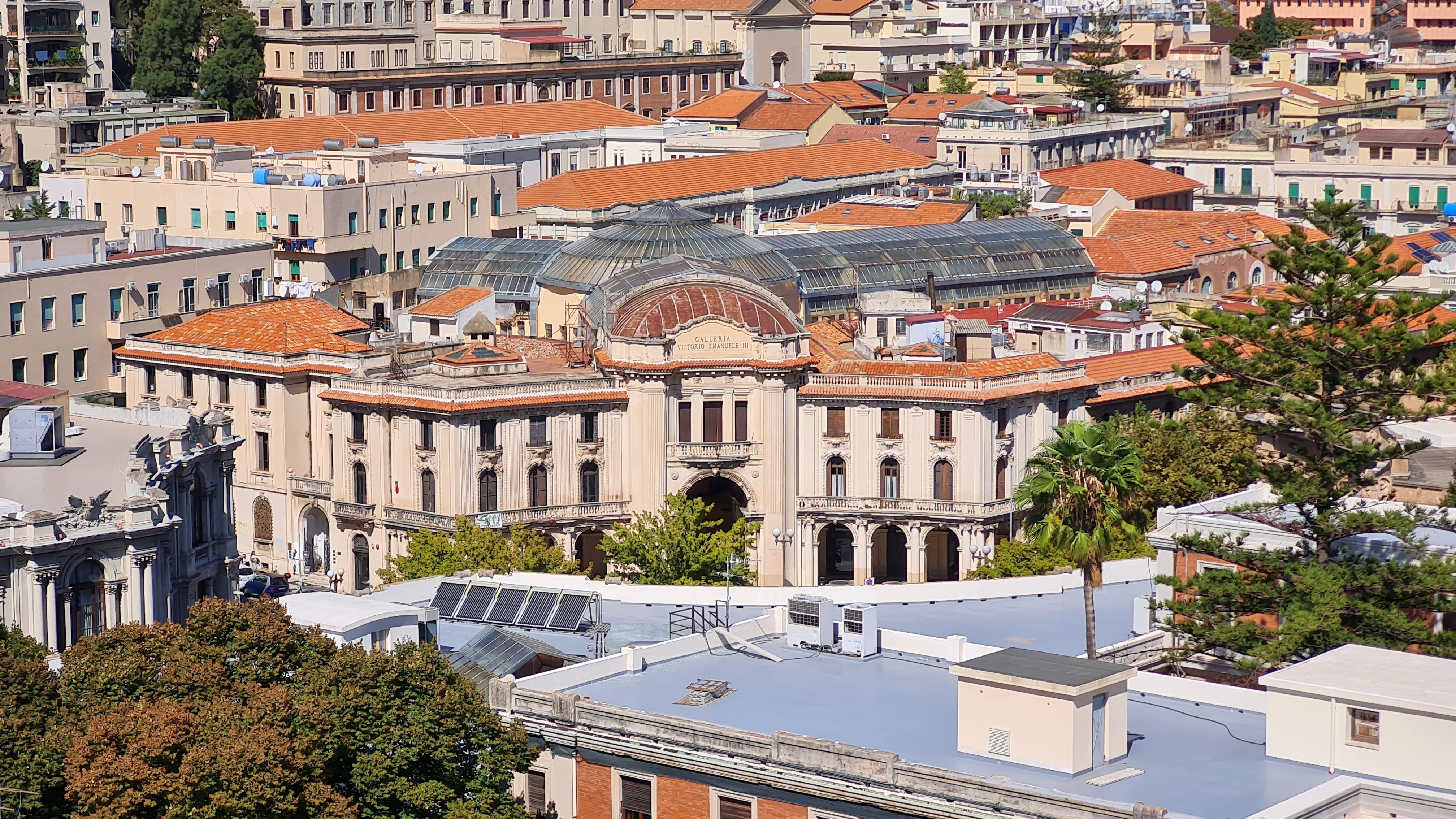
Galleria Vittorio Emanuele III in Messina. Zicht over het plein Piazza Antonello

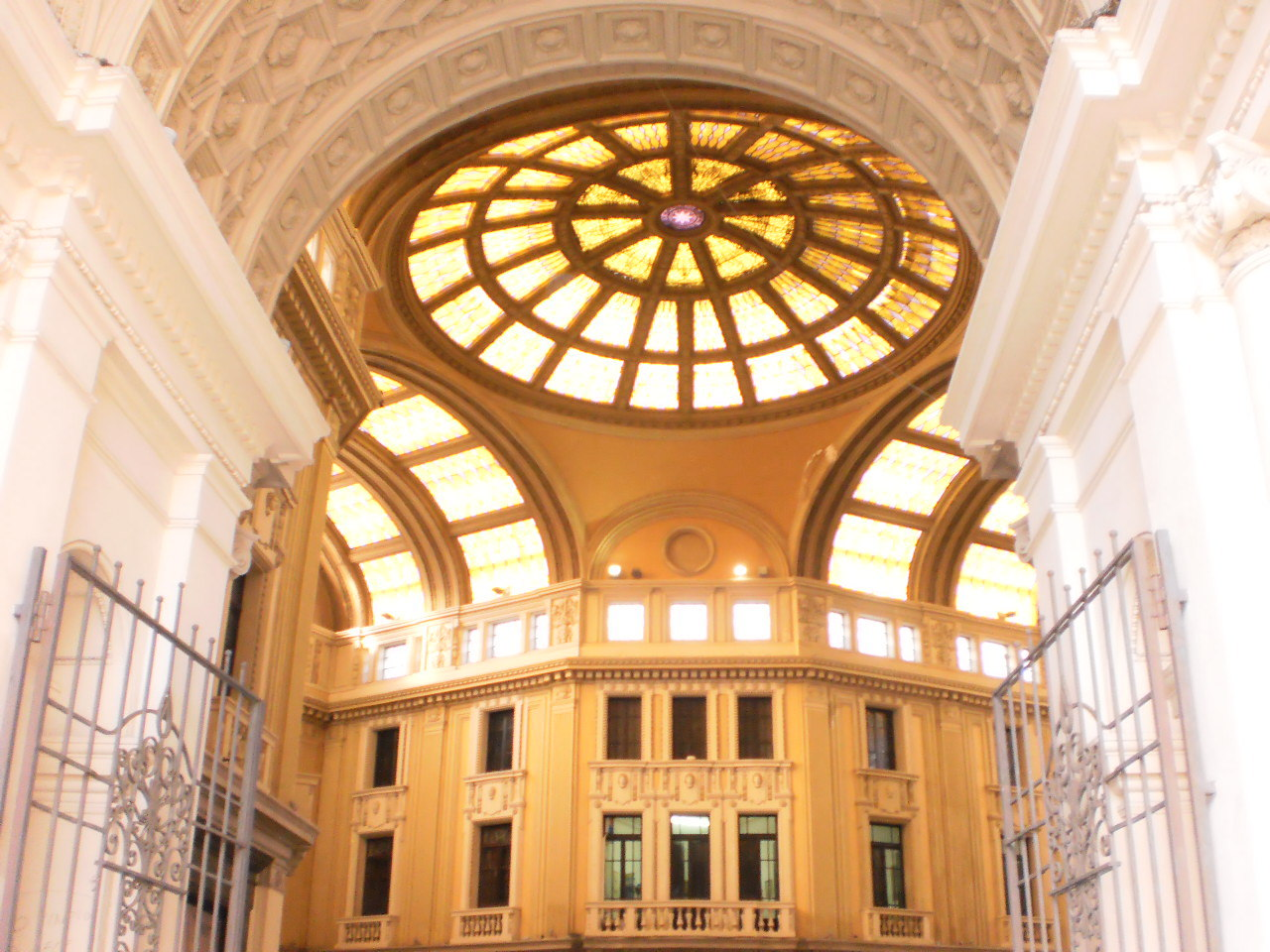
Binnenzicht op centraal deel

Galleria Vittorio Emanuele III is een winkel- en kantorencentrum in Messina, een havenstad op het Italiaanse eiland Sicilië. 

## Beschrijving
Het gebouw heeft een gelijkvloerse verdieping plus twee verdiepingen. Het bestaat uit drie delen. Centraal staat een hexagonaal deel met een glazen koepel. Links en rechts, zoals in de letter Y, lopen de twee zijvleugels uit. De hoofdingang staat aan de Piazza Antonello; deze geeft toegang tot het centrale deel.
De stijl is eclectisch, waarbij zowel teruggegaan werd naar art nouveau als naar Siciliaanse barok.

## Historiek
Na de aardbeving van 1908 was de stad moeizaam begonnen met de heropbouw. Aan de Piazza Antonello waren reeds gebouwd: het Palazzo delle Poste e Telegrafi, het Palazzo della Provincia en het Palazzo del Municipio. De kritiek op dit plein, in het centrum van Messina, was dat het er doods was ’s avonds wanneer de kantoren van de drie palazzi gesloten waren. Voor het fascistisch bewind in het koninkrijk Italië was het motief om een groot winkelcentrum te bouwen, weliswaar met kantoorruimte, om ’s avonds leven te brengen op de Piazza Antonello dankzij bars en restaurants. De naamgeving moest dat van de regerende vorst zijn - koning Vittorio Emanuele III - kwestie van in prestige in competitie te gaan met andere grote Italiaanse steden. Hierbij keek het stadsbestuur van Messina naar de volgende galerijen: de Galleria Vittorio Emanuele II in Milaan; de Galleria Giuseppe Mazzini in Genua; de Galleria Umberto I in Napels.
De Galleria Vittorio Emanuele III werd opgetrokken in de jaren 1924-1929. Ingenieur-architect Camillo Puglisi Allegra (1884-1961) uit Messina was verantwoordelijk voor de plannen en de uitvoering. De beeldhouwers die zowel aan de buitenfaçade als binnenin aan het werk waren, waren Giuseppe Ajello, Antonio Bonfiglio, Ettore Lovetti en Carlo Siviero.
De grootste financier was de electriciteitsmaatschappij Società Generale Elettrica della Sicilia. Deze maatschappij bezat overigens het terrein sinds 1920. Het beheer van de galerij was een partneriaat van publieke en private eigenaars. Op 12 augustus 1929 werd de galerij plechtig geopend, in aanwezigheid van de Siciliaanse overheden en industriëlen, doch in afwezigheid van de vorst naar wie de galerij genoemd was.
Vijf jaar later, in 1934, ging de Galleria Vittorio Emanuele III failliet. Dit was een gevolg van het faillissement van de electriciteitsmaatschappij. De galerij kwam in handen van de stad Messina, die voortaan de volledige eigendom bezat met inbegrip van de elektrische verlichting binnen en buiten zoals toen bepaald werd.
In de jaren 1999-2005 vonden grondige restauratiewerken plaats.